# Lossless Transform Audio Compression
Lossless Transform Audio Compression (LTAC; deutsch: verlustfreie Transformations-Audiodatenkompression) ist ein historisches, verlustfreies Verfahren zur Audiokompression, entwickelt von Tilman Liebchen, Marcus Purat und Peter Noll aus dem Fachgebiet Nachrichtenübertragung der Technischen Universität Berlin.
LTAC stellt den Vorläufer von Lossless Predictive Audio Compression (LPAC) dar. Dieses Verfahren ist seit Dezember 2005 in weiterentwickelter Form als MPEG-4 Audio Lossless Coding standardisiert. Erst seit der Standardisierung liegt das Verfahren offen.